# Suicídio de Daniele Lopes
Daniele Alves Lopes (c. 1977 — São Paulo, 5 de julho de 1993) foi uma adolescente brasileira que cometeu suicídio pulando do alto de um prédio comercial em São Paulo. Ela tinha 16 anos. O suicídio foi transmitido ao vivo pelo telejornal brasileiro Aqui Agora, do SBT. Esta transmissão aumentou a audiência e gerou um debate sobre a natureza sensacionalista do jornalismo policial no Brasil.

## Morte
Em 5 de julho de 1993, Daniele Lopes, desanimada com o recente rompimento romântico, escalou o parapeito do 7º andar de um prédio comercial onde trabalhava como recepcionista. Enquanto olhava pela janela, a polícia e uma equipe de repórteres chegaram e começaram a filmar. O caso foi transmitido até depois que a garota saltou, mas a cena foi cortada antes que ela atingisse o solo.
Quando as cenas não editadas do suicídio foram exibidas na televisão, houve um aumento na audiência. A juventude e o coração partido de Lopes podem ter romantizado e contribuído para o interesse pelo incidente.
Uma versão editada do suicídio também foi exibida na televisão estadunidense, com comentários.[carece de fontes?]

## Consequências
O psiquiatra brasileiro Jacob Pinheiro Goldberg criticou, afirmando que ela pode causar um efeito de dessensibilização da sociedade. O psicanalista Jurandir Freire Costa chamou os veículos de imprensa brasileiros de "abutres". Outros especialistas em comunicação também criticaram a postura da emissora.
Em 1994, a família de Daniele recebeu do SBT uma indenização de 1,05 milhão de reais por danos morais.